# Rio (Keith-Jarrett-Album)
Rio ist ein 2011 bei ECM Records veröffentlichtes Jazzalbum mit Soloimprovisationen des US-amerikanischen Pianisten Keith Jarrett.

## Inhalt
Das Album enthält Mitschnitte eines Improvisations-Solokonzertes des Pianisten, das am 9. April 2011 im Theatro Municipal in Rio de Janeiro, aufgenommen wurde.
Das Album wurde als 2CD-Set am 4. November 2011 veröffentlicht, enthält insgesamt fünfzehn Titel, mit einer Gesamtspiellänge von 90 Minuten und 25 Sekunden.

Keith Jarrett war 2011 zu einer kurzen Südamerikatournee aufgebrochen, mit Stationen in São Paulo, in Rio de Janeiro und Buenos Aires. Das Konzert in Rio de Janeiro, das vollständig auf dem Album festgehalten ist, war das zweite Konzert der Tournee. Keith Jarrett hält für Rio eines seiner besten Konzerte und Alben. Es sei „sehr schön strukturiert, jazzig, ernsthaft, süß, verspielt, warm, ökonomisch, energisch, leidenschaftlich und in einzigartiger Weise mit der brasilianischen Kultur verbunden. Der Sound im Konzertsaal war ausgezeichnet und ausgezeichnet war auch das begeisterte Publikum.“ Gleich nach dem Konzert im Theatro Municipal soll Jarrett Manfred Eicher kontaktiert haben mit der Bitte das Album möglichst bald zu veröffentlichen, was auch noch in 2011 erfolgte. 

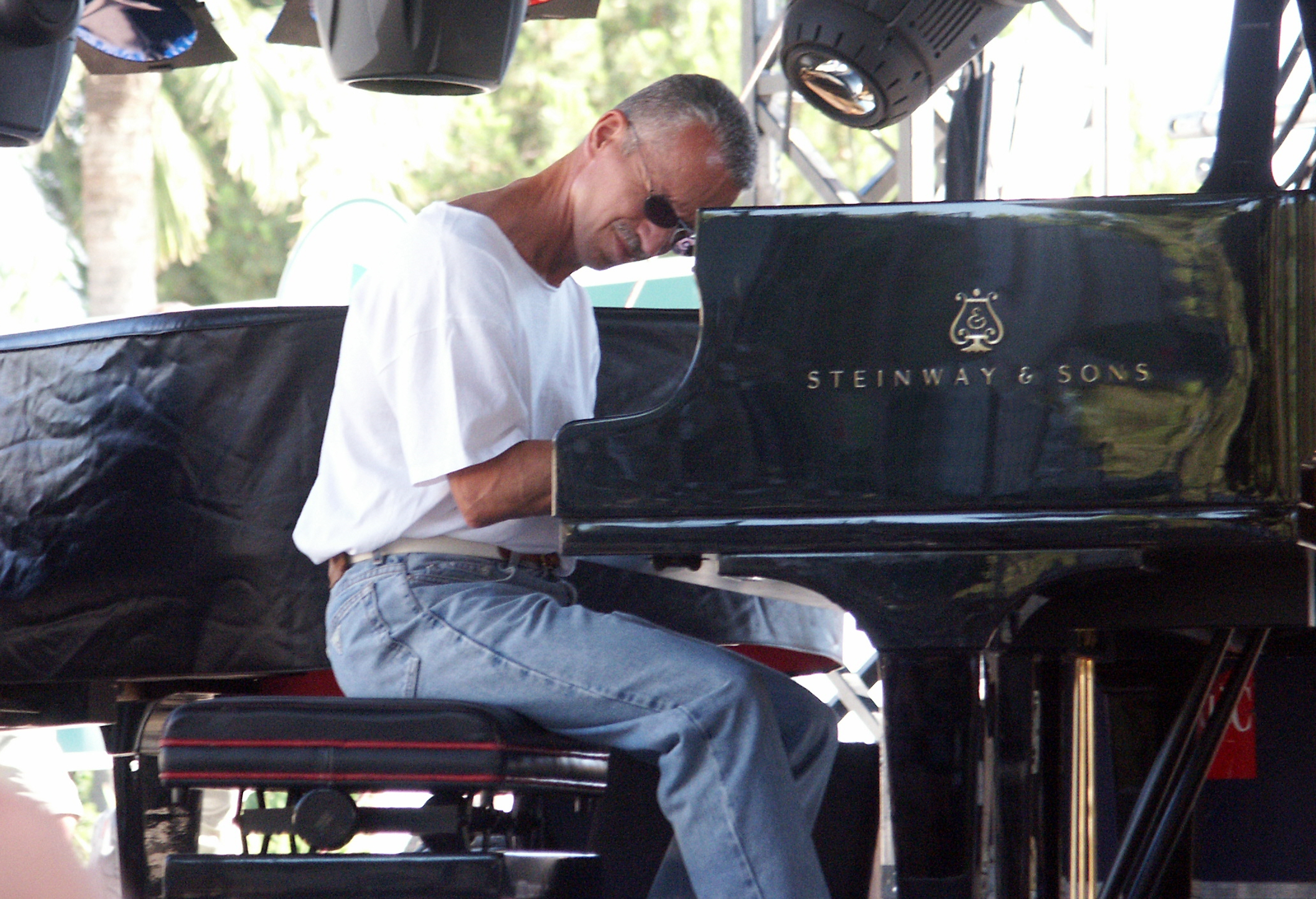
Keith Jarrett (2003)

Bei allen seinen Solokonzerten ist es der Anspruch von Jarrett, ohne jede musikalische Vorüberlegung und ohne Plan „aus dem Nichts heraus“ Musik zu schaffen. Bereits in den 1980er Jahren führte er dazu aus: „Es ist immer wieder, als würde ich nackt auf die Bühne treten. Das Wichtigste bei einem Solokonzert ist die erste Note, die ich spiele, oder die ersten vier Noten. Wenn sie genug Spannung haben, folgt der Rest des Konzerts daraus fast selbstverständlich. Solokonzerte sind so ziemlich die enthüllendste psychologische Selbstanalyse, die ich mir vorstellen kann.“ Für Wolfgang Sandner – den deutschen Biografen des Künstlers – sind Jarretts Solokonzerte „Besuche in der Werkstatt oder im Kreißsaal, Operationen am offenen Herzen der Musik unter Aufsicht der Öffentlichkeit.“ Sie bilden in seinem „Schaffen ein Kontinuum, bei dem sich ... die stilistischen Merkmale immer wieder ähneln, die Ideen und Techniken virtuos mischen.“ Sie sind „oft ohne Vorlage oder formalen Entwurf, aus dem Augenblick heraus geschaffen, indem Jarrett in sich hineingehört, hellwach und schlafwandlerisch, impulsiv und neurochirurgisch alles von sich gegeben, sich abgerungen oder auch als Medium durch sich hindurchgelassen hat.“ Und Jens Glüsing stellt bei seiner Rezension des Albums Rio in Der Spiegel fest: „Keith Jarretts Solokonzerte sind zu hundert Prozent improvisiert, sie sind ein Abenteuer mit offenem Ausgang. Sie enden als Flop - oder sie beschwören einen jener raren Momente der Einheit von spiritueller Wahrheit, die selbst Atheisten als göttlich bezeichnen würden.“

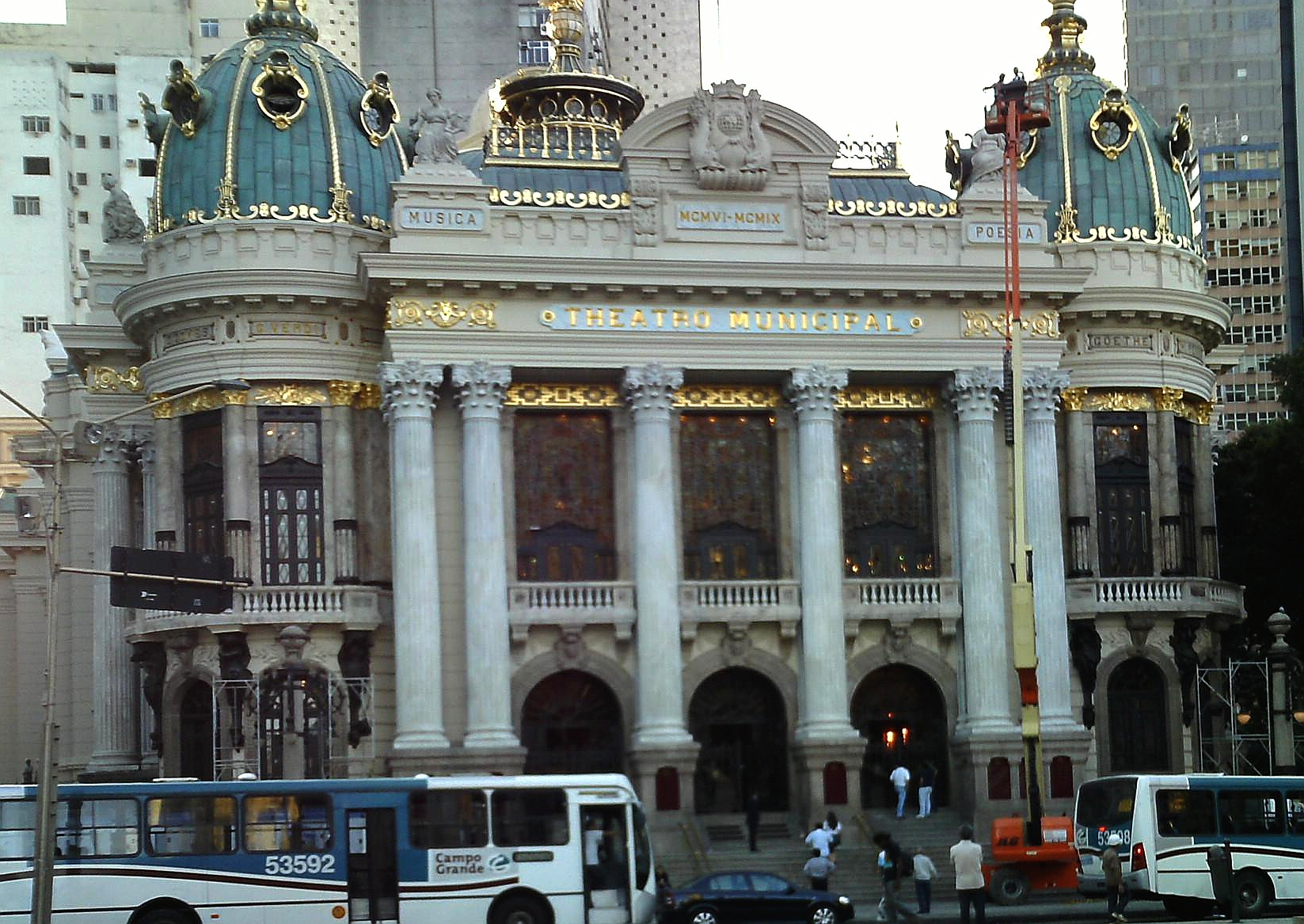
Das Theatro Municipal do Rio

Wie schon bei den drei letzten veröffentlichten Solokonzerten – Radiance (ECM, 2005), The Carnegie Hall Concert (ECM, 2006) und Paris / London – Testament (ECM, 2009) – sind es auch bei Rio kürzere Improvisationen, hier mit einer Spieldauer zwischen 3 und 9 Minuten. Jarrett – der aus der Vergangenheit für seine langen und ausufernden Klavierimprovisationen bekannt war – erläuterte die Änderung seiner Spielpraxis in einem Interview mit Down Beat wie folgt: „Wenn ich anfange zu Spielen und nach anderthalb Minuten fühle, dass das Stück vorbei ist, werde ich aufhören. Es ist die Freiheit aufzuhören, wenn Aufhören richtig erscheint. Ich hatte mich in eine etwas zu komplizierte Situation gebracht, in der die Regeln, die ich für mich gemacht hatte, mich beherrscht haben – anstatt  einfache Regeln zu haben, die mich zu etwas Neuem führen.“ Und Wolfgang Sandner kommentiert die im Laufe der Zeit geänderte Improvisationspraxis bei Keith Jarrett in seinem Buch wie folgt: „Gegenüber den frühen, sagen wir: wild entschlossenen Einspielungen wirken die späteren Aufnahmen ... strukturell konturierter, auch wenn er mit hochvirtuoser Fingerfertigkeit die Klangmassen auftürmt und der Töneverbrauch enorm ist ... Der Eindruck ist nun viel mehr der eines Ad-hoc-Komponierens, wenn Jarrett improvisiert. Das bedeutet, wo früher ein Stück auch einmal aus den Fugen geriet, wie abrupt abgebrochen wirkte oder Klangschichten aneinanderstießen, die sich partout nicht verbinden lassen wollten, wird hier – trotz der Geschwindigkeit, mit der alles geschieht – eine übergeordnete Gestaltung spürbar, der Wille, etwas zusammenzufügen, was zusammen gehört.“
Eine Kurzfassung dessen, was auf dem Album Rio zu hören ist, liefert die Badische Zeitung in ihrer Rezension des Albums:„Sein aktuelles Solo-Doppel-Album, das in ungewohnt farbenfrohem Cover daherkommt, führt den Hörer in 15 Parts, wie es heißt, und auf unbeschwerte Weise in unterschiedliche Klangwelten aus vertrackten Harmonien und Melodien. Die virtuosen Interpretationen, die sich aus dem Augenblick entwickeln, sind mal abstrakte Klangforschungen mit Anleihen an Klassik und Free Jazz, mal groovige Stücke mit Reminiszenzen an Afrika, mal Balladen von folkloristischer Schlichtheit mit impressionistischen Anklängen an Claude Debussy oder Bill Evans. Auch die Jazztradition kommt bei Keith Jarrett nicht zu kurz.“ Eine weitere Kurzfassung liefert Sigfried Schibli in der Basler Zeitung: „Auf ‚Rio‘ gibt es im ersten Stück eine Art Fugato. Die Quartenakkorde im zweiten Stück riechen ebenso nach Debussy wie nach Jazz. Im dritten Track lässt sich der Meister von einem ostinaten Bassmotiv tragen und beflügeln wie in einer barocken Passacaglia. Im fünften wird über monoton trommelndem Klavierbass eine akkordisch geführte Melodie aus der rechten Hand gezaubert. Das sechste fällt durch sein pulsierendes Metrum auf, das einer ostinat aufsteigenden Linie das Fundament gibt. Lakonisch und ohne Schluss-Paukenschlag läuft das aus. Entgegengesetzt ist der Schluss der Nummer acht: ein leicht hingetupfter aufsteigender Dur-Dreiklang - ein Lächeln in Tönen. Am erstaunlichsten ist wohl die letzte der 15 Improvisationen, in welcher die rechte Spielhand tremoliert, als wärs die ‚Appassionata‘ von Beethoven.“ Wer an Eindrücken vom Livekonzert in Rio de Janeiro interessiert ist sei auf den Artikel „Großer Rausch, grausam erarbeitet“ verwiesen, geschrieben von Jens Glüsing, der das Konzert besucht hat.
Im Hinblick auf Jarretts nun vierzigjährige Solo-Improvisationspraxis – von Facing You (1971) bis Rio (2011) – stellt Wolfgang Sandner 2015 in seiner Biografie fest: „Das sind fast sechsunddreißig Stunden vorwiegend improvisierte Musik aus vierzig Jahren! Oft ohne Vorlage oder formalen Entwurf, aus dem Augenblick heraus geschaffen, indem Jarrett in sich hineingehört, hellwach und schlafwandlerisch, impulsiv und neurochirurgisch alles von sich gegeben, sich abgerungen oder auch als Medium durch sich hindurchgelassen hat. Allein diesen Teil seines musikalischen Gesamtwerks müsste man schon als eine gigantische Lebensleistung bewerten. Sein «Free Playing», das paradoxe Konzept eines konzeptionslosen Spiels, bei dem jegliche musikalische Absicht, Prägung, Vorbildung so weit wie möglich ausgeschlossen werden sollte, diese aberwitzige Idee einer unbefleckten Improvisation ist seinerzeit so radikal gewesen, dass man sie neben die Handvoll revolutionärer Gedanken und Ereignisse in der Geschichte des Jazz stellen muss – auch wenn damit eine Aufführungspraxis bezeichnet wird, als deren Repräsentant Keith Jarrett fast ganz alleine gelten kann.“
Rio ist nicht die letzte Aufnahme mit Soloimprovisationen von Jarrett, aber es vergingen vier Jahre bis mit Creation (ECM, 2015) das nächste Album veröffentlicht wird.

## Mitwirkende
Der Musiker und sein Instrument
- Keith Jarrett – Piano

Der Produktionsstab
- Martin Pearson – Aufnahmetechnik
- Sascha Kleis – Layout
- Mayo Bucher – Covergestaltung
- Daniela Yohannes – Fotografie

- Manfred Eicher – Produzent

## Titelliste
- Keith Jarrett: Rio (ECM 2198/99 (277 6645))

CD 1
1. Part I – 8:40
2. Part II – 6:52
3. Part III – 6:00
4. Part IV – 4:13
5. Part V – 6:25
6. Part VI – 7:00

CD 2
1. Part VII – 7:28
2. Part VIII – 4:58
3. Part IX – 5:02
4. Part X – 5:01
5. Part XI – 3:20
6. Part XII – 6:09
7. Part XIII – 7:03
8. Part XIV – 5:40
9. Part XV – 6:34

## Rezeption
Das Album Rio hat im deutschsprachigen Raum, aber auch international eine sehr große Medienresonanz erfahren. Dies ist sicher dem 40-jährigen Jubiläum der Soloimprovisationspraxis von Keith Jarrett geschuldet, aber auch der Tatsache, dass sich der Künstler in den letzten Jahren auf den Konzertbühnen dieser Welt und bei den Musikveröffentlichungen rarer gemacht hat und inzwischen nur noch alle 3–4 Jahre ein neues Album mit Soloimprovisationen veröffentlicht. Neben der großen Medienresonanz feierte das Album auch kommerzielle Erfolge und erreichte unter anderem im Januar 2012 für einen Monat die Chartspitze der deutschen Jazzcharts. Am Ende des Jahres belegte Rio Rang zwei der deutschen Jazz-Jahrescharts und musste sich lediglich The Absence von Melody Gardot geschlagen geben.
Die Rezeption des Albums in den deutschsprachigen Medien ist fast ausschließlich positiv:
Wolfgang Sandner charakterisiert das Album in seinem Buch als „eine frei atmende Musik, mit einem nahezu beschwingten Klanggestus.“ Der Stern stellt fest: „Wenn der Meister der Improvisation richtig Gas gibt, bleiben wir oft staunend im Staub der Straße zurück – und können nicht mehr folgen, wo Keith Jarrett auf seinem Konzertmitschnitt ‚Rio‘ eigentlich hinwill. Die ruhig dahinfließenden Stücke 1 und 7 auf CD 2 aber, die unter Jarretts Händen scheinbar aus dem Nichts entstehen, machen in magischer Schönheit sprachlos.“ Jens Glüsing schreibt in Spiegel Online: „‚Rio‘ … ist eine Meisterleistung von Künstlern, Toningenieuren und natürlich Eicher, dem Kopf des Plattenlabels ECM. Es ist nichts für Knöpfe im Ohr und iPod, zu schade zum Herunterladen. Man braucht große, satte Boxen, einen vernünftigen Verstärker, die Original-CD oder Vinyl, so wie damals in Köln. ‚Rio‘ ist Jarretts bester Solo-Auftritt seit dem ‚Köln Concert‘.“ Manfred Papst meint in Neue Zürcher Zeitung: „In diesen fünfzehn unbetitelten Stücken gibt er sein Bestes und zeigt seine ganze Vielseitigkeit: Perkussive, architektonisch verwegene Improvisationen wechseln ab mit Balladen sowie von Blues, Gospel, Calypso und Flamenco inspirierten Fantasien. Rollende Ostinato-Figuren der linken Hand, seit je ein Markenzeichen Jarretts, kommen immer wieder zum Zug. Jarrett musikziert konzentriert, gelassen, mit serener Präsenz.“ Ulrich Steinmetzger findet im Südkurier: „Eine Preziose folgt auf die andere in schier überbordender Kreativität. Wieder diese unnachahmliche Mischung aus Spurenelementen klassischer Pianoliteratur und der Spontaneität des Jazz, aus insistierenden Basslinien und schwelgerischen Themen, aus ostinaten Akkorden und filigranen Melodienzaubereien. Nur kommt diesmal alles viel schneller auf den Punkt, um ihn furios zu umspielen. (…) Herausgekommen ist eine Musik, die zur schönsten in seiner langen und beispiellosen Karriere zählt.“ Thomas Steinfeld äußert sich in der Süddeutschen Zeitung wie folgt: „Wie erstaunlich, dass es Keith Jarrett jedes Mal gelingt, eine neue musikalische Welt entstehen zu lassen, aus dem Nichts, aus dem leeren Bewußtsein. (...) Diese Aufnahme einer Soloimprovisation soll sich zu den anderen gesellen, und zusammen bilden sie ein eigenes, großes Oevre: Es besteht aus der pianistischen Virtuosität und dem beinahe unglaublichen Einfallsreichtum nur eines Menschen.“ Für Stefan Hentz in Die Zeit sucht die Musik immer wieder „vertraute Orte auf. Immer wieder vernimmt das Ohr erprobte Schlüsselreize, doch bevor das Klingende allzu vertraut wird, löst sich das Klangbild auf – und die Musik zieht weiter. Man ist bei Jarrett jedes Mal wieder verblüfft darüber, wie flüssig sich in seinem Spiel die einzelnen Teile zusammenfügen, wie die tektonischen Platten der Musik schwelgerisch im Raum schweben, bis sie sich gegeneinander verschieben und Reibungshitze erzeugen. Jarrett macht sich mit fantasievoller Beweglichkeit, Wut und Furor gleichermaßen über die Musik her. Man kennt das alles, und doch scheint jedes Mal vieles anders: ‚Rio‘ verströmt eine fast schon sonnige, gelassene Energie, die deutlich macht, dass jedes Konzert seine eigene Magie hat. Eine Magie, die jedes Mal wieder mehr ist, als sich die Geister aus der Schatzkiste träumen ließen.“ Rainer Kobe findet in der Badische Zeitung: „Sein Alleingang ist ein weiteres Meisterwerk, das in die Annalen des Jazz eingehen wird. ‚Rio‘ ... Ein weiterer Ort, den man sich nach Köln, Bremen und Lausanne merken muss.“ Für Ralf Dombrowski vom Sono Magazin erforscht „Keith Jarrett ... die Dimensionen des Konzepts aus wechselnden Perspektiven, noch immer streng dem Dogma des Spontanen folgend, bis hin eben zu dem Abend in Rio, den er in einer Dramaturgie der Kontraste von impressionistischen Flächen und bluesigen Exkursionen, balladenhaften und gospelig-funkigen, weit schweifenden und kompakt verdichtenden Kapiteln fließen ließ. Es ist diese Vielfalt der improvisierten Angebote, versöhnlich im Impetus und von einem aufbrausend enthusiastischen Publikum begleitet, das ‚Rio‘ eine besondere Atmosphäre verleiht und auch als Livedokument mit einer Aura des Besonderen umgibt.“ Für Berthold Klostermann von der Zeitschrift Stereo „wirkt die Musik jetzt licht, luftig und unbeschwert. In den 15 Parts, inklusive drei Zugaben, finden sich abstrakte Linienführung, dissonante Clusters und flirrende Klänge. (…) Unter vielen guten Jarrett-Konzerten ein Highlight.“ Für die Zeitschrift Audio öffnete „die Atmosphäre in Rio ... ihm den Weg zu magischen Ostinati, glückseligen Melodien, südamerikanischen und karibischen Rhythmen: ein Feuerwerk der guten Laune.“
Die einzige kritische Rezension im deutschsprachigen Raum stammt von Michael Pilz in Die Welt, für den „Keith Jarretts Ausflug nach Rio ... ohne Samba“ endet, der das Album mit nur 3 von 5 Sternen wertet und bezüglich Jarretts Soloimprovisationen ausführt: „Seine Improvisationen haben den Jazz-Pianisten Keith Jarrett bekannt gemacht. ... Keith Jarrett hat die Welt mit dem Konzertflügel vermessen. Von den ‚Solo Concerts (Bremen-Lausanne)‘ über die ‚Concerts (Bregenz-München)‘ bis zum ‚Testament, Paris/London‘. Er gab sein ‚Paris Concert‘ und das ‚Vienna Concert‘. ‚The Köln Concert‘ kennt jeder, der nach 1975 alt genug war, um dazu zu kiffen und die Freiheit der Musik zu diskutieren, die in dem Moment verklingt, in dem sie komponiert wird. Solch eine Musik auf Platten aufzunehmen, wirkte als Idee immer absurd. Aber Keith Jarrett und die Münchner Firma ECM hielten die Auftritte als Ortsmarken des spirituellen Jazz fest. ... Im April 2011 trat er in Rio auf, die Bänder liefen, und auf ‚Rio‘ hört man ihn wie früher, expressiv bis impressiv, den Bleifuß auf dem Hallpedal. Er ächzt und keucht nicht wie in Köln vor 36 Jahren. Doch jetzt freuen sich auch die Lateinamerikaner, dass Keith Jarrett sie besucht und auf der Weltkarte seiner CDs verewigt hat.“
Ähnlich positiv reagieren auch die englischsprachigen Medien:
Bei der Bewertungs-Website Metacritic, die eine normalisierte Bewertung von 0 bis 100 aus Rezensionen von „Mainstream-Kritikern“ erstellen, hat das Album eine Punktzahl von 90 erreicht, basierend auf 8 Rezensionen, was als allgemeiner Beifall eingestuft wird. Die Allmusic-Rezension von Thom Jurek vergab dem Album 4,5 von 5 Sternen mit der Feststellung: „Nachdem man es gehört hat, wird es offensichtlich, dass Rio in der Tat etwas ganz Besonderes ist. Es bringt zu Gehör, dass Jarrett ein praktisch grenzenloser Musiker ist, dessen unmittelbare, weitreichende Ideen mit erstaunlicher Geschicklichkeit ausgeführt werden; diese Musik ist leidenschaftlich, poetisch (oft liedähnlich) und steht außerhalb der Grenzen des Genres ... ‚Rio‘ ist der neue Standard, an dem die zukünftigen Soloaufnahmen des Pianisten gemessen werden müssen und vielleicht sind sie auch die Messlatte für jeden anderen Spieler, der das gleiche versucht.“ John Fordham sagt in The Guardian: „Rio präsentiert einen überschäumenden Jarrett“ und vergibt 5 von 5 Sternen. Will Layman vergibt für PopMatters 9 von 10 Sternen und stellt fest: „Rio ist die brillanteste Jarrett Solo-Aufzeichnung in der letzten Zeit. Anstatt in einer längeren, weitläufigeren Form zu improvisieren, spielt Jarrett hier kürzere Stücke, jedes konzentriert und prägnant. In fünfzehn sehr unterschiedlichen Miniaturen zeigt Rio die erstaunliche Fähigkeit des Pianisten, nicht nur Grooves oder Settings zu erzeugen, sondern auch Netze aus Melodien und Gegenmelodien zu entwickeln. Vom freien Spiel zum Blues zum Gospel zu schmerzenden Balladen, Jarrett deckt eine riesige Klavierlandschaft ab.“ Andy Gill vergibt für The Independent 4 von 5 Sternen und schreibt: „Diese 15 Musikstücke entwerfen eine ganze Welt der Musik, die vom Schauplatz des Konzertes gefärbt sind und sich Hin und Her bewegen zwischen sanft Lyrischem und treibend Rhythmischem, mit Jarrett's bekannten, pulsierenden Spielfiguren in der linken Hand, die ein festes Fundament bilden, für die Serpentinenläufe seiner rechten Hand.“ Phil Johnson vergleicht das Album in The Independent on Sunday mit Jarretts erfolgreichster Veröffentlichung und stellt fest: „Die zweite der beiden CDs ist ein lyrischer Triumph, vergleichbar mit dem Köln Concert, intensive Dramatik und emotionale Katharsis, eingefangen in einer Langstrecken-Improvisation.“ Für Paul de Barros von Down Beat ist Rio „das erstaunlichste Album, das er in vielen Jahren gemacht hat.“ Auch für Stuart Nicholson von Jazzwise ist Rio „ein Meisterwerk, eine Jazzaufnahme von solcher Kreativität, dass es unmöglich ist, das ungeheure Ausmaß der Leistung in einem, zwei oder sogar drei Hörproben aufzunehmen.“ John Bungey findet in The Times: „Auf der zweiten CD ist die Muse herabgestiegen und hat sich auf Jarretts Schulter gesetzt mit Musikstücken, die eher wie Standards als spontane Kompositionen klingen. Das kulminiert in einer Ballade von ausgesprochener Lieblichkeit.“ Charles J. Gans meint im San Francisco Chronicle: „Rio kann The Köln Concert standhalten als eine der wärmsten und leidenschaftlichsten Soloaufnahmen von Jarrett“. Und Orlando Bird resümiert in All About Jazz: „Nach vierzig Jahren spontaner Komposition bleibt Jarrett ein großartiges Original und auf ‚Rio‘ ist seine Stimme so klar wie immer.“
Einzig Iwan Hewett von Daily Telegraph war weniger begeistert vom Album, vergibt nur 3 von 5 Sternen und stellt fest: „Es gibt hier gute Dinge, aber nichts besonders Neues“.